# Érythrée aux Jeux olympiques de la jeunesse d'hiver de 2012
L'Érythrée a participé aux Jeux olympiques de la jeunesse d'hiver de 2012 à Innsbruck en Autriche du 13 au 22 janvier 2012. L'équipe érythréenne était composée d'un athlète, un skieur alpin né canadien,. Il s'agit de la première participation de l'Érythrée aux Jeux olympiques d'hiver.

## Résultats

### Ski alpin
L'Érythrée a qualifié un homme en ski alpin.
Homme
| Athlète       | Épreuve      | Finale          | Finale          | Finale          | Finale          |
| Athlète       | Épreuve      | Manche 1        | Manche 2        | Total           | Rang            |
| ------------- | ------------ | --------------- | --------------- | --------------- | --------------- |
| Shannon Abeda | Slalom       | 46 s 14         | N'a pas terminé | N'a pas terminé | N'a pas terminé |
| Shannon Abeda | Slalom géant | N'a pas terminé | N'a pas terminé | N'a pas terminé | N'a pas terminé |
| Shannon Abeda | Super-G      |                 |                 | N'a pas terminé | N'a pas terminé |
| Shannon Abeda | Combiné      | N'a pas terminé | N'a pas terminé | N'a pas terminé | N'a pas terminé |